# 史云峰
史云峰（1949年1月22日—1976年12月19日），原名史正宝，是中国長春市第一光學儀器廠工人，文革期间以反革命罪逮捕。文革结束当年被处决，已平反。

## 生平
1950年，全家从天津迁回长春。父亲史怀常、母亲贾秀云，皆是城市工人。1968年，高中毕业后下乡插队，1970年被招工回城，入3504厂，后调入第一光学仪器厂。1974年，他将写好的标语传单贴在长春胜利公园前的交通岗亭上，批评王洪文是借文革爬到中央，批判文革倒行逆施，让江青“还我8亿人民的文艺生活”，并為劉少奇等鳴不平，遂入狱。1974年12月24日晚，史云峰被秘密逮捕。其后，经过数十次审讯。1976年12月初，由王淮湘操纵中共吉林省委常委会议，决定判处史云峰死刑。同年12月17日，长春市中级人民法院宣判死刑。吉林省高级人民法院以以“主罪没变化”驳回史云峰上诉。19日执行枪决。临刑前，史云峰被打上了麻药，塞满纱布的嘴被医用缝合线紧紧勒住。
1980年3月，中共吉林省委、吉林省革命委员会為其平反昭雪，追認為中国共产党黨員和革命烈士。同月24日，長春市召開平反大會。